# Рубингер, Роман Павлович
Роман Павлович Рубингер (7 апреля 1893 — 19 мая 1964) — советский украинский скрипач и педагог, основатель и директор Коломыйской музыкальной школы.

## Биография
Роман Рубингер и его брат Лев родились в семье служащего Павла Рубингера в городе Снятыне, теперь Ивано-Франковская область. Отец происходил из немецкого рода, а мать была украинка и воспитала сыновей в украинском духе. Лев Рубингер в своих воспоминаниях писал:

Вся наша семья была связана с украинским народом, и мы все чувствовали себя украинцами, считая нечестью отрекаться от своего народа…

Роман Рубингер окончил местную школу в 1902 году, учился в Коломыйской, а затем в Львовской академической гимназии, Львовской частной музыкальной школе. Окончил Высший музыкальный институт им. Николая Лысенко во Львове.
Первая мировая война застала Романа Рубингера в звании офицера австрийской армии, воевал на итальянском фронте, был ранен в левую руку. Когда был создан Легион украинских сечевых стрельцов, он вошёл в это формирование в чине поручика — 1-я бригада УСС Осипа Букшованного.
Во время военных действий в «треугольнике смерти», заболел тифом и там его на время лечения приютила семья Дунайских. Дочь хозяина Раиса влюбилась в молодого Романа и они поженились.
В 1920 году семья была вынуждена уехать в Коломыю, где активно включилась в культурно-художественную жизнь города.
Там Романа Рубингера приняли на должность преподавателя скрипки в учительской семинарии Украинского педагогического общества «Родная школа», открытого в помещении «Народного дома». Кроме скрипки, учил играть на альте, виолончели, контрабасе, из учениц семинара создал камерный оркестр, который позже разросся до симфонического оркестра, в котором уже принимали участие и учащиеся мужской и женской гимназий. Одновременно руководил хором в сопровождении оркестра. По воскресеньям хор пел литургию в украинской церкви, послушать которую приходили и поляки.
Дирижирование не оплачивалось, а однажды, для покупки фагота, необходимого для симфонического оркестра, он отдал свою месячную зарплату — поэтому приходилось подрабатывать в городском кинотеатре «Марс», сопровождая два сеанса немых фильмов игрой на скрипке под аккомпанемент фортепиано Марии Кичуры.
По инициативе композитора Станислава Людкевича в Коломые в 1928 году был открыт филиал львовского Высшего музыкального института им. Николая Лысенко. Роман Рубингер был её первым директором, вёл в ней класс скрипки, преподавал теоретические дисциплины. В 1930 году по приглашению Рубингера в Коломыю переехала преподавать Галина Николаевна Лагодинская. Воспитанники филиала изучали музыку от Баха до композиторов XX века, в частности украинских, Станислава Людкевича, Василия Барвинского, Нестора Нижанковского. Среди лучших учеников Романа Рубингера Владимир Цисык, позже солист и профессор Украинского музыкального института в Нью-Йорке; и Богдан Задорожный, позже профессор, заведующий кафедрой Львовского университета им. И. Франко.
Кроме работы в филиале, Роман Рубингер работал с хором мужской гимназии, хором «Коломыйский Боян». В «Коломыйском Бояне» познакомился с Романом Ставничим — Рубингер стал дирижёром оркестра, Ставничий — дирижёром хора. Музыкальные коллективы давали много концертов, исполняли произведения Грига, Бетховена, Вагнера, Мендельсона, Шуберта, Бизе, кантаты Лысенко «Бьют пороги», «Радуйся, нива неполитая» и другие произведения. Была поставлена опера Николая Лысенко «Ноктюрн». В 1931 году Рубингер дирижировал во время гастролей в Коломые Михаила Голынского. В 1937 году дирижировал на ужине, посвящённом 40-летию писательской деятельности Ольги Кобылянской при её участии, коломыйским театром имени Тобилевича сыгран спектакль «Крицевые души» по повести «Апостол черни» в постановке Алексея Скалозуба. Перед началом Великой Отечественной войны оркестр под его руководством сопровождал оперу «Запорожец за Дунаем» Семёна Гулака-Артемовского в постановке Антона Рудницкого.
Рубингер приложил большие усилия для открытия первой украинской музыкальной школы в Коломые в 1933 году. Работал в ней до смерти, потом филиал закрыли, осталась только музыкальная школа. В советское время Рубингер работал сначала директором музыкальной школы, а после назначения на эту должность Н. Кибкало — преподавателем скрипки. В 1945 году дирижировал на постановке Семёна Ткаченко «Грозы» Островского. Дирижировал школьным симфоническим оркестром даже после перенесенного инфаркта. В музыкальной школе работал до последних дней. Умер Роман Рубингер в 1964 году через несколько недель после участия с симфоническим оркестром на конкурсе в Ивано-Франковске. Похоронен на старом коломыйском кладбище «Монастырок».
В мае 2014 года в память о Романе Рубингере была открыта мемориальная доска на фасаде музыкальной школы № 1 авторства Ярослава Лобурака.